# Lloberola
Lloberola es una entidad de población española del municipio de Biosca, perteneciente a la provincia de Lérida, en la comunidad autónoma de Cataluña.

## Historia
Hacia mediados del siglo XIX, el lugar, perteneciente ya por entonces a Biosca, tenía contabilizada una población de 116 habitantes. Aparece descrito en el décimo volumen del Diccionario geográfico-estadístico-histórico de España y sus posesiones de Ultramar de Pascual Madoz de la siguiente manera:

LLOBEROLA: l. que forma ayunt. con la v. de Biosca en la prov. de Lérida (16 horas), part. jud. y dióc. de Solsona (5), aud. terr. y c. g. de Barcelona (22): sit. en terreno montuoso, donde el clima es templado, propenso á resfriados y dolores de costado; le combaten los vientos del S. y E. Se compone de 16 casas inclusa la municipal, todas ellas de aspecto pobre y construccion ant., é igl. parr. (San Miguel), servida por un curado tercera clase que nombra el diocesano, la cual tiene contiguo el cementerio á la parte del E. Confina el térm. por el N. con el de Miraber y Llobero; E. el de Vallferosa; S. el de Biosca y parte con Sanahuja, y O. Madrona y Sellent: dentro de el se encuentra una balsa, donde se recogen las aguas en tiempo de lluvias, y hay tambien una ermita dist. 1/2 hora de la casa del curato, bajo la advocion de Ntra. Sra. del Solá. El terreno es escabroso y de secano, cruzándole varias sierras donde se crian robles, encinas, algunos pinos, romeros y otras matas. caminos: el real que conduce de Biosca á Solsona, y el que de Sanahuja conduce á dicho punto y Berga: la correspondencia se recibe de Solsona por medio de un espreso que pasa á recogerla. pobl.: centeno, cebada, escaña, un poco de legumbres y vino, cria ganado lanar, cabrio y cerda, pero con preferencia este último, y hay caza con abundancia de conejos, perdices y liebres. ind.: ademas de la agrícola un molino de aceite y 2 harineros. pobl.: 15 vec., 116 alm. riqueza imp.: 64,571 rs. contr. el 14'48 por 100 de esta riqueza, en la cual va comprendida la pobl. y riqueza de la cuadra de Masdeu Forn.
(Madoz, 1847, p. 501)

En 2022, tenía empadronados 44 habitantes.

## Patrimonio
En el lugar hay una iglesia bajo la advocación de San Miguel.